# Finská vlajka

Finská národní vlajka
Poměr stran: 11:18

Finská státní vlajka
Poměr stran: 11:18

Finská válečná vlajka
Poměr stran: 11:19

Vlajka Finska, zvaná také Siniristilippu (česky Vlajka s modrým křížem), má podobu bílého listu o poměru stran 11:18 s modrým skandinávským křížem. Vzhledem vychází z dánské vlajky a pochází ze začátku 20. století. Modrá barva symbolizuje finská jezera, bílá barva sníh.
Státní vlajka má navíc ve středu kříže umístěn státní znak. Námořní vlajka má vzhled odvozený od státní vlajky, obdélníkový list je však zakončen třemi plameny, od té je odvozena prezidentská vlajka, která navíc obsahuje v kantonu kříž Svobody. Válečna vlajka má poměr stran 11:19. Původní tvar znaku na těchto služebních vlajkách byl francouzský, ale v roce 1978 byl změněn na čtvercový a současně s tím byl zvolen tmavší odstín modré.
Pro modrou barvu je nyní předepsán odstín Pantone 294c, což přibližně odpovídá CMYK 100,56,0,18.5 či RGB #003882, pro červenou 186c a pro žlutou 123c.
Úpravy paragrafů o hanobení vlajky platí od 1. září 1995.

Rozměry finské vlajky
Finská lodní vlajka (Naval Jack) Poměr stran: 1:1

## Historie
Od 12. století začalo postupně Švédsko připojovat dnešní finské území. Roku 1284 bylo celé toto území připojeno jako vévodství a roku 1577 bylo vyhlášeno velkovévodstvím. První vlajky vyvěšované na finském území byly tedy modro-žluté vlajky Švédského království.
Po finské válce (nazývané též rusko-švédská) v letech 1808–1809 bylo Finsko postoupeno Ruskému impériu a 29. března 1809 bylo švédské Finské velkovévodství přeměněno na ruské autonomní (s vlastním parlamentem) Finské velkoknížectví. Vlajka se změnila na vlajku ruskou.
Ruská carská vláda byla přinucena po sílícím tlaku na samostatnost v druhé polovině 19. století rozšířit v mnoha směrech autonomii. Objevily se první návrhy finské vlajky ovlivněné státním znakem, který byl užíván i za ruské nadvlády. Navrženy byly např. vlajky s 2–9 žluto-červenými nebo bílo-modrými vodorovnými pruhy se státním znakem v kantonu. Finský dramatik a historik Zacharias Topelius vyvěšoval na své lodi variantu této vlajky s dvěma modrobílými pruhy. O významu barev řekl: „Bílá je barva našich zim, modrá je barvou našich jezer.“ V roce 1863 navrhl finskou vlajku s pěti modrobílými kosými pruhy s bílou pěticípou hvězdou umístěnou uprostřed vlajky.
Největší podporu ale získala vlajka tvořená bílým listem s modrým křížem, která se stala symbolem finského vlastenectví. O tuto vlajku se zasloužil paradoxně ruský car Alexandr II. Nikolajevič, který 4. března 1861 udělil Nylandskému jachtařskému klubu v Helsinkách bílou vlajku s modrým křížem a znakem provincie Nyland v kantonu. Tato vlajka mohla být legálně vyvěšována, proto se rychle rozšířila.
Poté, co v roce 1917 získalo Finsko nezávislost (vyhlášena byla senátem 17. července, schválena parlamentem 6. prosince a uznána Ruskem 4. ledna 1918), byla přijata provizorní vlajka tvořená červeným listem se zlatobílým finským lvem s mečem, bílými růžemi a šavlí pod lvem. Poprvé byla tato vlajka vyvěšena právě 6. prosince před budovou Senátu.
Mezi 28. lednem a 25. dubnem 1918 existovala v jižní části země krátce Finská socialistická dělnická republika, jejíž státní vlajkou byl červený list o poměru stran 1:2. Za pomoci německých vojsk byla bolševická revoluce potlačena a stát rozpuštěn. V průběhu finské občanské války byla 27. února 1918 schválena národní a obchodní vlajka (poměr stran vlajky 17:26 byl shodný se státní vlajkou) tvořená červeným listem se žlutým křížem, modro-bíle lemovaným.
Po revoluci a občanské válce byla rudá/červená barva velmi neoblíbená. 29. května 1918 byla parlamentem schválena nová vlajka s bílým listem o poměru stran 11:18 se světle modrým skandinávským křížem. Vlajku navrhli finští umělci Eero Snellman a Bruno Tuukkanen.
17. července 1919 byla vyhlášena Finská republika, a v této souvislosti byly 12. dubna 1920 upraveny státní symboly. Z finského znaku byla odstraněna koruna a změnil se tvar štítu. Barva kříže byla změněna na tmavší odstín modré, ale upřesněna byla až 25. května 1925 rozhodnutím Státní rady.
S účinností od 1. června 1978 došlo k poslední změně finské vlajky. Na vlajce již není státní znak, ale znakové znamení státního znaku na průmětu obou ramen kříže.

Švédská vlajka Finska (1521?-1809) Poměr stran: 5:8
Vlajka Ruského impéria ve Finsku (1809–1917) Poměr stran: 2:3
Návrh finské vlajky (~1861)
Návrh finské vlajky (~1861)
Finská vlajka (1917–1918) Poměr stran: 17:26
Vlajka Finské socialistické dělnické republiky (1918) Poměr stran: 1:2
Finská národní a obchodní vlajka (1918) Poměr stran: 17:26
Finská vlajka (1918–1920) Poměr stran: 11:18
Finská státní vlajka (1918–1920) Poměr stran: 11:18
Finská válečná vlajka (1918–1920) Poměr stran: 11:18
Finská státní vlajka (1920–1978) Poměr stran: 11:18
Finská válečná vlajka (1920–1978) Poměr stran: 11:18

## Prezidentská vlajka
Vlajka finského prezidenta se od finské vlajky liší křížem Svobody umístěným v horním rohu vlajky. Podle protokolu nosí finský prezident při slavnostních příležitostech kříž Svobody s řetězem. Tento kříž je vlastně stylizovanou svastikou, která však nemá nic společného s nacionálním socialismem: 6. března 1918 věnoval nově vznikajícím finským leteckým silám Švéd Eric von Rosen své jediné letadlo (francouzský Morane-Saulnier Type L) proti rudým Finům podporovaných ze sousedního bolševického Sovětského svazu. Na křídla nechal dárce namalovat část z rodového znaku a osobní symbol štěstí, jak ho nazýval, modrou svastiku (modrá je finskou národní barvou).

Vlajka finského prezidenta  (1920–1944, 1946–1977) Poměr stran: 11:19
Vlajka finského prezidenta  (1944–1946) Poměr stran: 11:19
Vlajka finského prezidenta Poměr stran: 11:19

## Vlajky autonomií a etnických skupin
Od roku 1954 se na Alandském souostroví, autonomní a demilitarizované součástí Finska, používá vlastní vlajka. Sámové (Laponci) používají současnou sámskou vlajku od roku 1986.

Neoficiální vlajka Aland (1922–1954)
Vlajka souostroví Alandy
Neoficiální sámská vlajka (1977–1986)
Sámská vlajka

Svou vlajku mají i některé z mnoha etnických skupin žijících na území Finska:

Vlajka Ingrijských Finů (od roku 1919)
Vlajka Karelů (od roku 1920)
Vlajka Vepsů (od roku 1920)
Vlajka Setuků (od roku 2003)

## Den finské vlajky
Od roku 1934 se každoročně v den letního slunovratu (okolo 21. června) slaví Den finské vlajky, při kterém jsou vztyčovány národní vlajky. Mimo tento den jsou vlajky vyvěšovány i během státních svátků a významných dnů. V některých případech (i při dni finské vlajky) je vyvěšení na úředních budovách nařízeno zákonem.